# Gilwa
Gilwa is een plaats in het Poolse district  Kwidzyński, woiwodschap Pommeren. De plaats maakt deel uit van de gemeente Prabuty en telt 190 inwoners.